# Echiniscus trisetosus
Echiniscus trisetosus är en djurart som tillhör fylumet trögkrypare, och som beskrevs av Cuénot 1932. Echiniscus trisetosus ingår i släktet Echiniscus och familjen Echiniscidae. Arten är reproducerande i Sverige. Inga underarter finns listade i Catalogue of Life.